# مطار جيزهو جيوهواشان
مطار جيزهو جيوهواشان (بالصينية: 池州九华山机场)(إياتا: JUH، إيكاو: ZSJH) مطار عام يقع بمدينة جيزهو في الصين. تم افتتاحه في 29 يوليو 2013، يبلغ طول المدرج 2400 م. يخدم المطار أيضًا مدينة تونجلينج وجبل جيوهواشان البوذي المقدس، وكلاهما يبعدان 20 كيلومترًا عن المطار. بدأ بناء المطار في 26 أغسطس 2009. وكان من المتوقع في الأصل أن يكلف 609 مليون يوان وأن يتم افتتاحه في عام 2011، ولكن تاريخ الافتتاح الفعلي كان 29 يوليو 2013، بتكلفة إجمالية قدرها 889 مليون يوان.

## شركات الطيران والوجهات
| شركـات طيـران            | الوجهات                                                                      |
| ------------------------ | ---------------------------------------------------------------------------- |
| خطوط العاصمة بكين الجوية | مطار جينجيانغ تشيوانتشو، مطار شيامن قاوتشي الدولي، مطار شيان شيانيانغ الدولي |
| Chengdu Airlines         | مطار جينغديو الجديد، مطار تشوشان بوتوشان                                     |
| خطوط جنوب الصين الجوية   | مطار قوانغتشو باييون الدولي، مطار جييانغ شاوشان                              |
| China United Airlines    | مطار بكين داشينغ الدولي                                                      |
| خطوط شينزين الجوية       | مطار شينزين باوان الدولي                                                     |

## وصلات خارجية
- http://www.flightstats.com/go/Airport/airportDetails.do?airportCode=JUH